# Place Denys-Cochin
La place Denys-Cochin est une voie située dans le quartier de l'École-Militaire du 7e arrondissement de Paris.

## Situation et accès
La place Denys-Cochin est desservie à proximité par les lignes 13 à la station Saint-François-Xavier et 8 à la station École Militaire.

## Origine du nom
Elle porte le nom de l'homme politique Denys Cochin (1851-1922).

## Historique
La place est créée et prend son nom actuel en 1930 sur l'emprise des voies qui la bordent.

## Bâtiments remarquables et lieux de mémoire
- La place fait face à l'hôtel des Invalides.
- La statue du général Mangin, que Maxime Real del Sarte sculpta grâce à une souscription lancée par le maréchal Foch en 1932 et érigée sur la place, fut fondue par les Allemands lors de l'Occupation de Paris en 1940-1941, sur ordre d'Adolf Hitler. Seule a subsisté la tête, conservée aujourd'hui à la Caverne du Dragon[1]. Une autre source mentionne qu'elle se trouverait au musée de l'Armée, aux Invalides[2]. Une statue du général Mangin est réinstallée après-guerre au chevet de l'église Saint-François-Xavier, dans le même arrondissement, place du Président-Mithouard.
- Depuis 1985, elle accueille une statue du maréchal Hubert Lyautey réalisée par François Cogné.